# Звёздные врата: Атлантида (сезон 5)
Американский канал Sci Fi Channel заявил о продлении телесериала «Звёздные врата: Атлантида» на 5 сезон, съёмки которого начались в конце февраля 2008 года. Всего в пятом сезоне будет снято 20 серий. Премьерный показ состоялся осенью 2008 года.
В 5 сезоне команда Атлантиды выбираются из ловушки, устроенной рейфами, в которую, попала и команда, прибывшая им на помощь. Жителям Атлантиды, также, познакомились с новым членом экспедиции — капитаном Элисон Портер, новым главой экспедиции — Ричардом Вулзи, узнали сторону Ронона и встретили новые расы, как дружественные, так и враждебные.

## Эпизоды
| № общий | № в сезоне | Название                                                   | Дата премьеры    |
| --- | ---------- | ---------------------------------------------------------- | ---------------- |
| 81 | 1          | «Спасательная операция (вторая часть)» «Search and Rescue» | 11 июля 2008     |
| Картер начинает операцию по спасению пострадавших от крупного взрыва в комплексе Майкла. Однако вскоре спасательная экспедиция перерастает в стычку с Майклом и его армией из человек-ирактусных гибридов. |            |                                                            |                  |
| 82 | 2          | «Побеги» «The Seed»                                        | 18 июля 2008     |
| Загадочный инопланетный организм выбирает доктора Келлер в качестве носителя. Чтобы спасти её от смерти, пробужденный из стазиса Беккет и атлантийцы вынуждены отчаянно искать сыворотку. Причём найти её нужно до того, как паразит сумеет захватить Атлантиду.                                                                  |            |                                                            |                  |
| 83 | 3          | «Порвать с прошлым» «Broken Ties»                          | 25 июля 2008     |
| Тайр (см. эпизод «Воссоединение»), захватывает Ронана и передаёт Рейфам. Спасательной экспедиции удалось захватить Тайра. После лечения, он хочет спасти друга. Остаётся понять можно ли ему доверять? |            |                                                            |                  |
| 84 | 4          | «Другой Дедал» «The Daedalus Variations»                   | 1 августа 2008   |
| Экспедиция на Атлантиде сталкивается с «Дедалом», дрейфующим в космосе без экипажа. Согласно бортовому журналу, экипаж эвакуировался на ближайшую планету, но главное — командиром этого земного крейсера является капитан Соболь. Возникает вопрос — кто такая капитан Соболь?                                                   |            |                                                            |                  |
| 85 | 5          | «Компьютерный призрак» «Ghost In the Machine»              | 16 августа 2008  |
| Оставшиеся в живых репликаторы из группы Неама прибывают на Атлантиду в поисках способа вознесения. |            |                                                            |                  |
| 86 | 6          | «Святыня» «The Shrine»                                     | 22 августа 2008  |
| Родни Маккей заражается паразитом, который вызывает симптомы, характерные для болезни Альцгеймера. Самое ужасное, что ему уже ничем нельзя помочь. По крайней мере, так заявляет доктор Келлер. Но так ли безнадёжна ситуация на самом деле?                                                                                      |            |                                                            |                  |
| 87 | 7          | «Шёпот во мгле» «Whispers»                                 | 5 сентября 2008  |
| Шепард и Беккет присоединяются к команде майора Энни Телди на планете с одной из исследовательских лабораторий Майкла, скрытых в системе пещер планеты и предназначавшихся для создания ранних версий человек-ирактусных гибридов. К сожалению для атлантийцев, гибриды Майкла проснулись.                                        |            |                                                            |                  |
| 88 | 8          | «Королева» «The Queen»                                     | 12 сентября 2008 |
| Тейла выдаёт себя за королеву улья Тодда (Кристофер Хейердал), давая ему возможность вступить в переговоры с другим ульем и его королевой. |            |                                                            |                  |
| 89 | 9          | «Маячок» «Tracker»                                         | 19 сентября 2008 |
| Атлантийцы прибывают на планету, где Рейфы преследуют Беглеца. События принимают неожиданный оборот, когда Беглец захватывает Келлер — ему нужно, чтобы она оказала медицинскую помощь его 10-летней спутнице. Маккей и Декс отправляются на поиски Дженнифер.                                                                    |            |                                                            |                  |
| 90 | 10         | «Первый контакт (первая часть)» «First Contact»            | 26 сентября 2008 |
| Дэниэл Джексон возвращается на Атлантиду, чтобы найти лабораторию мятежного лантийского учёного Януса. Найдя эту лабораторию, они с Маккеем невольно активируют подпространственный передатчик. Спустя некоторое время Атлантиду навещают таинственные инопланетяне и похищают Родни и Дэниэла.                                   |            |                                                            |                  |
| 91 | 11         | «Затерянное племя (вторая часть)» «The Lost Tribe»         | 10 октября 2008  |
| Шепард должен спасти Маккея и Дэниэла Джэксона из лаборатории Януса до того, как Тодд, угнавший звёздный крейсер Земли, доберется до них первым. |            |                                                            |                  |
| 92 | 12         | «Чужеземцы» «Outsiders»                                    | 17 октября 2008  |
| Шепард и его отряд встречают мужчину и женщину, двоих из того немногочисленного числа баларанцев, переживших на своей родной планете эпидемию хоффанской чумы, а теперь живущих среди народа, которому помогает доктор Беккет. |            |                                                            |                  |
| 93 | 13         | «Трибунал» «Inquisition»                                   | 24 октября 2008  |
| Атлантийцы обвиняются в преступлениях против народов Пегаса на трибунале. Процесс был начат некой «Коалицией», день за днём набирающей свою силу и влияние в галактике Пегас. Вполне вероятно, за Коалицией стоят дженаи. |            |                                                            |                  |
| 94 | 14         | «Блудный сын» «Prodigal»                                   | 7 ноября 2008    |
| В поиске ребёнка Тейлы, Майкл и его гибриды захватывают Атлантиду. В то время как гибриды один за другим берут под свой контроль все новые секторы города, взводы Шепарда и Лорна пытаются отбить у них город обратно. |            |                                                            |                  |
| 95 | 15         | «Последний шанс» «Remnants»                                | 14 ноября 2008   |
| Придя в сознание, Джон Шепард обнаруживает себя связанным по рукам и ногам в лесу на нынешней «домашней» планете Атлантиды. Вскоре открывается, что его похитил Акастус Коля. В самой Атлантиде возникают проблемы иного рода: Вулси, Маккей и остальная часть команды делают шокирующее открытие о «домашней» планете Атлантиды. |            |                                                            |                  |
| 96 | 16         | «Эврика» «Brain Storm»                                     | 21 ноября 2008   |
| Родни Маккей приглашён на научную презентацию устройства управления погодой. Но совсем скоро все начинает идти не так, как хотелось бы. |            |                                                            |                  |
| 97 | 17         | «Инфекция» «Infection»                                     | 5 декабря 2008   |
| На орбите Атлантиды появляется корабль рейфов и присылает просьбу о помощи. Отряд отправляются на разведку и узнает, что рейфов и их улей поразило странное заболевание. |            |                                                            |                  |
| 98 | 18         | «Идентификация» «Identity»                                 | 12 декабря 2008  |
| Устройство древних приводит к тому, что доктор Келлер меняется телом с женщиной по имени Нива. Когда становится ясно, что произошло, отряд Шепарда вместе с доктором Карсоном Бекеттом должен найти и отключить прибор. |            |                                                            |                  |
| 99 | 19         | «Однажды в Вегасе» «Vegas»                                 | 2 января 2009    |
| Детектив Джон Шепард и агент ФБР Ричард Вулси расследуют в Лас-Вегасе (шт. Невада) дело, касающееся нескольких убийств, отличительная черта которых — тела выглядят так, как будто из них высосали жизнь. Вполне вероятно, что в Лас-Вегасе орудует голодный рейф.                                                                |            |                                                            |                  |
| 100 | 20         | «Враг у ворот» «Enemy at the Gate»                         | 9 января 2009    |
| Команда узнает, что ненасытные Рейфы сумели приобрести несколько МНТ для усиления ещё более устрашающего корабля-улья — и теперь он направляется к Земле. |            |                                                            |                  |